# Oratje
 Oratje  falu Horvátországban Krapina-Zagorje megyében. Közigazgatásilag Krapinske Toplicéhez tartozik.

## Fekvése
Zágrábtól 33 km-re északnyugatra, községközpontjától  3 km-re délre a Horvát Zagorje északnyugati részén fekszik.

## Története
A településnek 1857-ben 278, 1910-ben 425 lakosa volt. Trianonig Varasd vármegye Pregradai járásához tartozott. A településnek 2001-ben 217 lakosa volt.

## Külső hivatkozások
- Krapinske Toplice község hivatalos oldala
- Krapinske Toplice turisztikai portálja